# Баньоло-Мелла
Баньо́ло-Ме́лла (итал. Bagnolo Mella, ломб. Bagnöl) — город и коммуна в Италии, в провинции Брешиа области Ломбардия.
Население составляет 11 375 человек, плотность населения составляет 367 чел./км². Занимает площадь 31 км². Почтовый индекс — 25021. Телефонный код — 030.
Покровителями города и коммуны почитаются святые Процесс и Мартиниан, празднование 2 июля.

## Города-побратимы
- Бри-Конт-Робер, Франция
- Штадтберген, Германия